# 偶像活動Planet！
《偶像活動Planet！》（アイカツプラネット！）是萬代於2020年12月10日發售的集換式卡牌街機遊戲，《偶像活動》系列的第5作。
電視動畫／電視劇於2021年1月10日在東京電視網開始播放。網路節目《偶像活動Planet！Mirror In☆Lab》於同年9月9日起在Youtube的《偶像活動》官方頻道播放。

## 概要
該作的「DATA CARDDASS」街機卡片遊戲及電視劇在2020年3月的發表中原預定於2020年秋季推出，因疫情影響而開發延期。
之後在同年8月於萬代與BN Pictures共同舉行的製作發表會「BANDAI×BN Pictures Festival」中公布，11月公開主視覺圖，12月10日開始推出。
標語主題是「成為想要成為的自己、Mirror In☆」「偶像是Swing對決！」。
新季度「組合舞台」於2022年3月24日開始。
於2022年10月20日開始的組合舞台3彈為最後一彈，之後逐步結束運行至2023年3月30日。

## 遊戲規則
採用了雙螢幕的DATA CARDDASS R機台，取消了按鈕和隨選列印的功能並返回傳統機台掉卡機制。與前作同樣全面採讀取QR碼，使用觸控螢幕進行遊戲，新機台的卡片與前作有較大的不同。
玩家投幣後須用手掌與自創角色接觸（Mirror In）以開始遊玩，遊戲內容是以觸控螢幕點擊圓圈進行節奏遊戲，每局最多可以使用三張卡片。
「組合舞台」季度新增「雙人組合模式」，能與另一位玩家在雙人模式同時合作遊玩。

### 機台發行卡片
本作的卡片為方形的塑膠吊飾「Swing」與卡片中服裝的精靈「Dressia」，並增加Dressia的種族和等級取代前作的四種屬性（Cute、Cool、Sexy、Pop）和服裝卡片（上衣、下身、鞋子、連身裝、飾品），卡片稀有度則沿用前作的基本等級：N、R、PR 等。
| 季度        | 推動開始日     | Swing數量                                                                     |
| ----------- | -------------- | ----------------------------------------------------------------------------- |
| 1彈         | 2020年12月10日 | 全39種（普通18+稀有9+Premium特級稀有4+Premium特級稀有（Secret）1+活動稀有7）  |
| 2彈         | 2021年2月25日  | 全35種（普通19+稀有9+Premium特級稀有3+Premium特級稀有（Secret）1+活動稀有3）  |
| 3彈         | 2021年4月22日  | 全32種（普通16+稀有8+Premium特級稀有3+Premium特級稀有（Secret）2+活動稀有3）  |
| 4彈         | 2021年6月24日  | 全41種（普通20+稀有10+Premium特級稀有2+Premium特級稀有（Secret）1+活動稀有8） |
| 5彈         | 2021年9月16日  | 全43種（普通22+稀有9+Premium特級稀有5+Premium特級稀有（Secret）2+活動稀有5）  |
| 6彈         | 2021年12月16日 | 全42種（普通22+稀有9+Premium特級稀有5+Premium特級稀有（Secret）1+活動稀有5）  |
| 組合舞台1彈 | 2022年3月24日  | 全39種（普通20+稀有8+Premium特級稀有4+Premium特級稀有（Secret）2+活動稀有5）  |
| 組合舞台2彈 | 2022年7月7日   | 全40種（普通21+稀有8+Premium特級稀有4+Premium特級稀有（Secret）2+活動稀有5）  |
| 組合舞台3彈 | 2022年10月20日 | 全37種（普通19+稀有5+Premium特級稀有4+Premium特級稀有（Secret）1+活動稀有8）  |

## 故事簡介
音羽舞櫻在私立星禮高中過著普通的高中生活。
某一天，突然就要代替消失蹤影的陽明咲以「偶像活動Planet！」中頂尖偶像Hana的身分展開偶像活動！
不過舞櫻就是Hana這件事，一定要向大家保密！
在令人憧憬的世界「偶像活動Planet！」 ，誰都可以成為可愛的偶像！
成為Hana的舞櫻，使用Swing穿上寄宿了Dressia力量的禮服，與勁敵們在舞台上大放異彩！
與好朋友本谷栞，作為模特活躍中的珠樹瑠璃，帥氣的前輩梅小路響子一起以頂尖偶像為目標！

## 動畫／電視劇
2021年1月10日起在東京電視網開始播放。由實景拍攝和動畫組成。全25話，當中第24話為純動畫總集篇，第25話為幕後花絮合集形式播放。
本作為萬代第二部採用實景拍攝製作的作品。

### 製作人員
- 企劃、原作：BN Pictures
- 原案：萬代
- 總監督、導演：木村隆一
- 系列構成：千葉美鈴
- 角色設計：宮谷里沙
- 動畫、藝術監督：田尻健一
- 色彩設計：大塚真純
- 動畫攝影監督：大神洋一
- 編輯：新居和弘
- 音響監督：菊田浩巳（日语：菊田浩巳）
- 音樂：渡部チェル（日语：渡部チェル）、小野貴光（日语：小野貴光）、津田ケイ
- 音樂製作人：鈴木雄貴
- 音樂製作：日昇音樂、Lantis
- 製作人：木村大、福田浩平、井尻峻介
- 實景製作人：伊達毅、久保田由美、小橋秀之
- 實景製作：東北新社
- 製作：東京電視台、電通、BN Pictures

### 主題曲
片頭曲
「Bloomy＊スマイル」（第2話－第25話）
作詞：磯谷佳江，作曲：小野貴光，編曲：玉木千尋，主唱：舞桜（伊達花彩）、るり（小椋梨央）、響子（長尾寧音）、（渡邊璃音） from STARRY PLANET☆
主唱：舞桜、るり from STARRY PLANET☆（第3、7話插入曲）
主唱：STARRY PLANET☆（第23、24話插入曲）
第1話作為片尾曲使用。
片尾曲
「キラリ☆パーティ♪タイム」（第2話－第22話、第24話－第25話）
作詞：PA-NON，作曲、編曲：庄田ｹﾞｹﾞｹﾞ（SOUND-SCRAMBLE），主唱：STARRY PLANET☆
主唱：舞桜、響子 from STARRY PLANET☆（第4、8話插入曲）
第23話未使用。

### 插入曲
「HAPPY∞アイカツ！」（第1、2、5、12、25話）
作詞：磯谷佳江，作曲：小野貴光，編曲：玉木千尋
主唱：明咲（宇野愛海） from STARRY PLANET☆（第1話）
主唱：舞桜、愛弓（瑞季） from STARRY PLANET☆（第1話）
主唱：舞桜、るり from STARRY PLANET☆（第2話）
主唱：愛弓 from STARRY PLANET☆（第5話）
主唱：舞桜、杏（Amy） from STARRY PLANET☆（第12話）
主唱：舞桜、るり、響子、栞 from STARRY PLANET☆（第12話）
主唱：STARRY PLANET☆（第25話）
「FLYING TIPS」（第6、13話）
作詞、作曲：ARAKI，編曲：corin.
主唱：るり、愛弓 from STARRY PLANET☆（第6話）
主唱：舞桜、愛弓 from STARRY PLANET☆（第13話）
「Magical Door」（第9、21話）
作詞、作曲：太田晴之，編曲：渡部チェル
主唱：るり、 from STARRY PLANET☆（第9話）
主唱：舞桜、るり from STARRY PLANET☆（第21話）
「またまたまたまたまた明日」（第10、14、24、25話）
作詞、作曲、編曲：佐伯youthK
主唱：舞桜、 from STARRY PLANET☆（第10、25話）
主唱：愛弓、響子 from STARRY PLANET☆（第14、24話）
「レディ・レディ・レディ」（第11、16、24話）
作詞、作曲、編曲：イマイケンタロウ（THE APRILS）
主唱：、杏 from STARRY PLANET☆（第11、24話）
主唱：舞桜、明咲 from STARRY PLANET☆（第16話）
「Inner Voice」（第15、20、24話）
作詞：磯谷佳江，作曲、編曲：TBK
主唱：るり、明咲 from STARRY PLANET☆（第15話）
主唱：るり、響子 from STARRY PLANET☆（第20、24話）
「プチプラEveryday」（第17、18、24話）
作詞、作曲、編曲：松浦雄太
主唱：杏、紗良（羽野瑠華） from STARRY PLANET☆（第17、24話）
主唱：、紗良 from STARRY PLANET☆（第18話）
「ココロノトモ」（第19、21、24話）
作詞：きむらりゅういち，作曲：Keito Blow，編曲：岸村正実
主唱：舞桜、 from STARRY PLANET☆（第19、24話）
主唱：愛弓、明咲 from STARRY PLANET☆（第21話）
「ファンタジっくイマジネーション」（第22、24話）
作詞：高瀬愛虹，作曲、編曲：溝口雅大
主唱：舞桜、明咲 from STARRY PLANET☆

### 各話標題
| 話數   | 日文標題 | 中文標題            | 參考歌曲               | 編劇       | 實景導演   | 動畫分鏡 | 動畫監督 | 作畫監督   | 日本放送日     | 台灣放送日     |
| ------ | -------- | ------------------- | ---------------------- | ---------- | ---------- | -------- | -------- | ---------- | -------------- | -------------- |
| 第1話  |          | 突然成為偶像        | 《突如其來的愛情故事》 | 千葉美鈴   | 朝倉加葉子 | 木村隆一 | 山地光人 | 宮谷里沙   | 2021年 1月10日 | 2021年 6月25日 |
| 第2話  |          | 無論如何都要當偶像☆ | 《因為是偶像》         | 千葉美鈴   | 朝倉加葉子 | 山本惠   | 山本惠   | 三橋妙子   | 1月17日        | 2021年 6月25日 |
| 第3話  |          | 對禮服怦然心動♡     | 《因為妳而心動》       | 千葉美鈴   | 朝倉加葉子 | 藤井康晶 | 倉富康平 | 小川玖理周 | 1月24日        | 7月2日         |
| 第4話  |          | 大和撫子搖滾變化    | 《大和撫子七變化》     | 久尾步     | 朝倉加葉子 | 山本惠   | 山本惠   | 中村沙由貴 | 1月31日        | 7月2日         |
| 第5話  |          | 灰姑娘女孩          | 《Cinderella Girl》    | 今井雅子   | 倉田健次   | 藤井康晶 | 倉富康平 | 高橋晃     | 2月7日         | 7月9日         |
| 第6話  |          | 完美的神明          | 《羅曼史之神》         | 大知慶一郎 | 宮本秀光   | 山地光人 | 山地光人 | 橋口隼人   | 2月14日        | 7月9日         |
| 第7話  |          | 跳舞的琉璃熊琉璃！  | 《大家來跳舞》         | 野村祐一   | 宮本秀光   | 倉富康平 | 倉富康平 | 高橋晃     | 2月21日        | 7月9日         |
| 第8話  |          | Rock'n Beat！       | 《Rock'n Rouge》       | 森江美咲   | 宮本秀光   | 藤井康晶 | 山地光人 | 岩崎成希   | 2月28日        | 7月16日        |
| 第9話  |          | 我的革命            | 《My Revolution》      | 千葉美鈴   | 宮本秀光   | 山本惠   | 倉富康平 | 高橋晃     | 3月7日         | 7月16日        |
| 第10話 |          | 世界唯一僅有的Hana  | 《世界上唯一的花》     | 久尾步     | 小橋秀之   | 中込健人 | 中込健人 | 三橋妙子   | 3月14日        | 7月16日        |
| 第11話 |          | 溫柔的心思          | 《溫柔的心情》         | 今井雅子   | 倉田健次   | 大川貴大 | 倉富康平 | 高橋晃     | 3月21日        | 7月23日        |
| 第12話 |          | 高中安眠曲          | 《Highschool Lullaby》 | 大知慶一郎 | 宮本秀光   | 山地光人 | 山地光人 | 小川玖理周 | 3月28日        | 7月23日        |
| 第13話 |          | 動搖的想法          | 《搖擺的想念》         | 千葉美鈴   | 宮本秀光   | 倉富康平 | 倉富康平 | 高橋晃     | 4月4日         | 7月23日        |
| 第14話 |          | 這正是我所跑的路    | 《這是我的生存之道》   | 千葉美鈴   | 宮本秀光   | 藤井康晶 | 山地光人 | 中村沙由貴 | 4月11日        | 7月30日        |
| 第15話 |          | 熱情的玫瑰          | 《熱情的薔薇》         | 野村祐一   | 宮本秀光   | 藤井康晶 | 倉富康平 | 高橋晃     | 4月18日        | 7月30日        |
| 第16話 |          | 睡衣派對之夜        | 《Pajama Party Night》 | 今井雅子   | 宮本秀光   | 中込健人 | 中込健人 | 橋口隼人   | 4月25日        | 7月30日        |
| 第17話 |          | 禮服是問題          | 《戀愛是問題》         | 久尾步     | 倉田健次   | 木村隆一 | 倉富康平 | 高橋晃     | 5月2日         | 8月6日         |
| 第18話 |          | 時尚！              | 《Fashion！》          | 森江美咲   | 倉田健次   | 山地光人 | 山地光人 | 小川玖理周 | 5月9日         | 8月6日         |
| 第19話 |          | 只要有妳在          | 《只要有你在》         | 大知慶一郎 | 倉田健次   | 藤井康晶 | 倉富康平 | 高橋晃     | 5月16日        | 8月6日         |
| 第20話 |          | 就在戰鬥的5秒前！   | 《認真戀愛的5秒前》    | 久尾步     | 國領正行   | 山地光人 | 山地光人 | 三橋妙子   | 5月23日        | 8月13日        |
| 第21話 |          | 兩人的Planet☆       | 《兩個人的愛之島》     | 野村祐一   | 國領正行   | 中込健人 | 中込健人 | 小川玖理周 | 5月30日        | 8月13日        |
| 第22話 |          | Bloomy＊Smile       | 本作的片頭曲           | 千葉美鈴   | 朝倉加葉子 | 木村隆一 | 倉富康平 | 高橋晃     | 6月6日         | 8月13日        |
| 第23話 |          | 前往夢中            | 《前往夢中》           | 千葉美鈴   | 小橋秀之   | 木村隆一 | 山地光人 | 宮谷里沙   | 6月13日        | 8月20日        |
| 第24話 |          | 大家的要求          | 《淚之點唱》           | 野村祐一   | -          | 藤井康晶 | 山地光人 | 中村沙由貴 | 6月20日        | 8月20日        |
| 第25話 |          | 甜蜜回憶            | 《SWEET MEMORIES》     | -          | 倉田健次   | -        | -        | -          | 6月27日        | 8月27日        |

### 播放電視台
| 播放日期                | 播放時間（UTC+9）   | 播放電視台   | 播放地區 | 備註                                                         |
| ----------------------- | ------------------- | ------------ | -------- | ------------------------------------------------------------ |
| 2021年1月10日 - 6月27日 | 星期日 7:00－7:30   | 東京電視網   | 日本國内 | 東京電視台（製作局） 1月10日－3月28日 6:54－7:00事前節目播放 |
| 2021年1月12日 - 6月29日 | 星期二 17:00－17:29 | BS東視       | 日本全國 | 衛星電視                                                     |
| 2021年1月16日 - 7月10日 | 星期六 5:00－5:30   | 中國放送     | 廣島縣   |                                                              |
|                         | 星期六 5:30－6:00   | 仙台放送     | 宮城縣   |                                                              |
|                         | 星期六 17:00－17:30 | 新潟放送     | 新潟縣   |                                                              |
| 2021年1月17日 - 7月4日  | 星期日 5:30－6:00   | 靜岡電視台   | 靜岡縣   |                                                              |
| 2021年1月23日 - 7月10日 | 星期六 8:30－9:00   | 和歌山電視台 | 和歌山縣 |                                                              |
| 2021年2月26日 - 8月20日 | 星期五 20:00－20:30 | AT-X         | 日本全國 | 衛星電視                                                     |
| 2021年4月3日 - 9月25日  | 星期六 6:15－6:45   | TVU福島      | 福島縣   |                                                              |

| 播放日期      | 播放時間            | 配信元                  | 備註                     |
| ------------- | ------------------- | ----------------------- | ------------------------ |
| 2021年1月10日 | 星期日 7:30 更新    | Anitere 萬代頻道        |                          |
| 2021年1月31日 |                     | TVer                    | 初回第1話至第4話一舉發佈 |
| 2021年2月23日 | 星期二 19:30－20:00 | YouTube BN Pictures頻道 | 第7話開始                |

### CD
| 標題                                                                                | 發售日        | 規格產品編號          |
| ----------------------------------------------------------------------------------- | ------------- | --------------------- |
| アイカツプラネット！OP/EDテーマシングル 「Bloomy＊スマイル/キラリ☆パーティ♪タイム」 | 2021年2月24日 | LACM-24079 LACM-34079 |
| アイカツプラネット！挿入歌シングル1「Shiny Morning」                                | 2021年3月24日 | LACM-24092            |
| アイカツプラネット！挿入歌シングル2「Sweet Daytime」                                | 2021年4月21日 | LACM-24093            |
| アイカツプラネット！挿入歌シングル3「Twilight Evening」                             | 2021年5月26日 | LACM-24094            |
| アイカツプラネット！挿入歌シングル4「Dreaming Night」                               | 2021年6月23日 | LACM-24095            |

## 網路節目
網路節目《偶像活動Planet！Mirror In☆Lab》於2021年9月9日起，逢日本時間星期四下午8時開始播放，每集約26分鐘，在YouTube的《偶像活動》官方頻道、Anitere和萬代頻道播放。
該節目分為兩部分，前半部分為綜藝部分，由STARRY PLANET☆其中4個成員於每週透過自身個人形象等方式挑戰不同內容；後半部分為動畫部分『Bloomy*Cafe』，採用AR全像投影方式製作，故事為承接本篇第23話而展開，動畫部分在本篇播完後的2021年9月15日起，逢星期三獨立播放。

### 動畫部分製作人員
- 總監督、導演：木村隆一
- 系列構成：千葉美鈴
- 制作協力：BN Pictures
- CG動畫制作：PDtokyo
- 演出：國領恵実香
- 技術：稲垣篤人

### 各話標題
| 話數   | 綜藝部分日文標題 | 播放日         | 『Bloomy*Cafe』日文標題 | 動畫部分單獨播放日 |
| ------ | ---------------- | -------------- | ----------------------- | ------------------ |
| 第1話  |                  | 2021年 9月9日  |                         | 2021年 9月15日     |
| 第2話  |                  | 9月16日        |                         | 9月22日            |
| 第3話  |                  | 9月23日        |                         | 9月29日            |
| 第4話  |                  | 9月30日        |                         | 10月6日            |
| 第5話  |                  | 10月7日        |                         | 10月13日           |
| 第6話  |                  | 10月14日       |                         | 10月20日           |
| 第7話  |                  | 10月21日       |                         | 10月27日           |
| 第8話  |                  | 10月28日       |                         | 11月3日            |
| 第9話  |                  | 11月4日        |                         | 11月10日           |
| 第10話 |                  | 11月11日       |                         | 11月17日           |
| 第11話 |                  | 11月18日       |                         | 11月24日           |
| 第12話 |                  | 11月25日       |                         | 12月1日            |
| 第13話 |                  | 2022年 2月17日 |                         | 2022年 2月23日     |
| 第14話 |                  | 2月24日        |                         | 3月2日             |
| 第15話 |                  | 3月3日         |                         | 3月9日             |
| 第16話 |                  | 3月10日        |                         | 3月16日            |
| 第17話 |                  | 3月17日        |                         | 3月23日            |
| 第18話 |                  | 3月24日        |                         | 3月30日            |
| 第19話 |                  | 3月31日        |                         | 4月6日             |
| 第20話 |                  | 4月7日         |                         |                    |
| 第21話 |                  | 4月14日        |                         |                    |
| 第22話 |                  | 4月21日        |                         |                    |
| 第23話 |                  | 4月28日        |                         |                    |
| 第24話 |                  | 5月5日         |                         |                    |
| 第25話 |                  | 5月12日        |                         |                    |
| 第26話 |                  | 5月19日        |                         |                    |
| 第27話 |                  | 5月26日        |                         |                    |
| 第28話 |                  | 6月2日         |                         | 6月8日             |
| 第29話 |                  | 6月9日         |                         | 6月15日            |
| 第30話 |                  | 6月16日        |                         | 6月22日            |
| 第31話 |                  | 6月23日        |                         | 6月29日            |
| 第32話 |                  | 6月30日        |                         | 7月6日             |
| 第33話 |                  | 7月7日         |                         | 7月13日            |
| 第34話 |                  | 7月14日        |                         |                    |
| 第35話 |                  | 7月21日        |                         |                    |

## 劇場版
「劇場版 偶像活動Planet！」於2022年7月15日上映。同時也上映短篇電影「偶像活動10th STORY：～通往未來的STARWAY～」。

#### 製作人員
- 企劃、原作、製作、配給：BN Pictures
- 原案：萬代
- 監督：綿田慎也
- 劇本：千葉美鈴
- 角色設計：宮谷里沙

## 其他媒體

### AIKATSU！DESIGNMART by AIKATSU！STYLE
在東京車站前和PREMIUM BANDAI開設的專賣店。販售「MELTY HOUSE」和歷代《偶像活動》的商品。

### 偶像活動Planet！Station
《偶像活動》官方的YouTube頻道。主要上傳最新話的免費配信和STARRY PLANET☆的相關影片。

### 漫畫
偶像活動Planet！DreDre☆Dressia
小學館「Ciao」2021年2月號至2022年7月號連載。由えびなしお作畫。描繪著禮服的妖精們的互動。

## 外部連結
- BANDAI《偶像活動Planet！》官方網站（日語）
- 電視動畫／電視劇《偶像活動Planet！》官方網站（日語）
- 電視動畫／電視劇《偶像活動Planet！》東京電視台官網（日語）
- YouTube上的偶像活動Planet！Station頻道（日語）
- 《偶像活動》系列遊戲官方的X（前Twitter）（日語）
- 《偶像活動》系列動畫官方的X（前Twitter）（日語）